# Elf Titled
Elf Titled è un album in studio del gruppo di genere nintendocore statunitense The Advantage, pubblicato nel 2006.

## Tracce
1. Batman - Stage 1 – 2:27
2. Contra - Alien's Lair / Boss Music – 2:56
3. Double Dragon 3 - Egypt – 1:57
4. DuckTales - Moon – 1:39
5. Metroid - Kraid's Lair – 2:41
6. Air Fortress - Not Fat Iced Caramel Hazelnut Soy Latte with Extra Whipped Cream – 2:28
7. Bomberman 2 - Wiggy – 1:47
8. Castlevania - Intro + Stage 1 – 1:28
9. Solar Jetman - Braveheart Level – 2:48
10. The Goonies 2 - Wiseman – 0:41
11. Double Dragon 2 - Mission 5: Forest of Death – 2:24
12. Castlevania 3 - Boss Music / Willow - Village / Mega Man 2 - Bubble Man – 3:55
13. Mega Man 2 - Stage Select / Metal Man – 2:04
14. Castlevania 2 - Woods – 1:22
15. Guardian Legend - Corridor 1 – 1:52
16. Wizards and Warriors - Tree Trunk / Woods / Victory – 3:47